# Certosa di La Valsainte
La certosa di La Valsainte è un monastero certosino svizzero, nella località di Cerniat (comune di Val-de-Charmey).

## Storia
Unica certosa esistente in territorio elvetico, venne fondata nel 1295 da Gerardo I, signore di Corbières: distrutta nel 1381, venne presto ricostruita.
Nel 1778 i certosini furono costretti ad abbandonarla e a rifugiarsi a Bulle. Nel 1791, al tempo della Rivoluzione francese, vi trovarono rifugio i monaci della Trappa di Agostino de Lestrange, che ne divenne abate nel 1794, ma venne nuovamente abbandonata nel 1798, a seguito dell'invasione francese della Svizzera. Fu poi sede di una comunità di redentoristi (1818-1824) e nel 1863 tornò ai certosini.
Dopo le leggi anticongregazioniste, a La Valsainte trovarono rifugio numerosi certosini francesi espulsi dai loro monasteri, rendendo perciò necessari lavori di ampliamento (1886-1901); tra il 1971 e il 2002 il complesso monastico venne totalmente restaurato.